# پردیس جاده شویوان دانشگاه بیهانگ
پردیس جاده شویوان دانشگاه بیهانگ پردیس اصلی دانشگاه بیهانگ است که در خیابان Huayuan، منطقه هایدیان، پکن، در گوشه شمال غربی خارج از دیوار شهر یواندادو و در سمت غربی جاده شویوان واقع شده است.

## تاریخچه ساخت و ساز
پردیس جاده شویوان دانشگاه بیهانگ در اکتبر ۱۹۵۳ افتتاح شد. این ساختمان یکی از هشت ساختمان کالج در جاده شویوان در آن زمان بود که رو به کالج پزشکی پکن (مرکز علوم بهداشت دانشگاه پکن امروزی) در سراسر جاده شویوان بود.
پردیس در آن زمان در بایانژوانگ ساخته شد. پس از انتخاب محل مدرسه در ماه مه ۱۹۵۳، ساخت و ساز در یک قطعه زمین کشاورزی و یک قبرستان بدون جاده در اطراف آن به‌طور رسمی آغاز شد و ۶۰۰۰۰ متر مربع در طول نیم سال به پایان رسید. در مهرماه همان سال، همه دانشجویان و تعدادی از اساتید و کارکنان به مدرسه جدید نقل مکان کردند و شروع به مطالعه و کار عادی کردند. کارهای ساخت و ساز سرمایه برنامه‌ریزی شده اساساً تا سال ۱۹۵۷ با مساحت تکمیل شده ۱۳۵۲۴۵ متر مربع، ۶۴۱۶۰ متر مربع جاده ساخته شده و سرمایه‌گذاری بیش از ۳۵٫۶ میلیون یوان تکمیل شد. بعداً دانشگاه بیهانگ به عنوان بزرگداشت در ساخت ساختمان بایان سرمایه‌گذاری کرد.

## چیدمان معماری
سبک معماری اولیه پردیس جاده شویوان دانشگاه بیهانگ در آن زمان یک طرح معمولی یک محوره و سه منطقه ای بود: در محور اصلی پردیس شرقی-غربی، ساختمان‌های مختلف در منطقه آموزشی، منطقه نشیمن و منطقه خانواده به ترتیب از شرق به غرب چیده شد. منطقه نشیمن نیز دارای محور شمالی-جنوبی خود در تقاطع دو محور، یک پارک در محوطه دانشگاه، باغ سبز -

## امکانات

### ورودی مدرسه
پردیس جاده Xueyuan دانشگاه بی هانگ دارای ۱۱ دروازه است. از ۲۳ سپتامبر ۲۰۱۹، سیستم کنترل دسترسی به‌طور کامل در ۱۱ گیت کارت پذیرش مدرسه مدرسه فعال شده است. محوطه اصلی آموزش دارای یک لایه دیگر حصار و ۶ دروازه است.

### ساختمان آموزش

#### مجموعه ساختمان اصلی
مجموعه ساختمان اصلی در شرق پردیس جاده Xueyuan، رو به روی جاده Xueyuan واقع شده است. پایه و اساس آن در سال ۱۹۵۳ گذاشته شد. گذرگاه‌هایی وجود دارد که هر ساختمان را به هم متصل می‌کند.
- ساختمان اصلی پنج طبقه و برخی از قسمت‌ها شش طبقه است. در ابتدا تالار دانشکده علوم بود که پس از انشعاب دانشکده علوم و انتقال آن به شاهه، هدف آن مشخص نیست.
- بال جنوبی ساختمان اصلی چهار طبقه است. عمدتاً کلاس‌های درس.
- بال شمالی ساختمان اصلی چهار طبقه است. عمدتاً کلاس‌های درس.
- ساختمان آموزشی شماره ۱ دارای چهار طبقه می‌باشد. در ابتدا یک کتابخانه بود، اما اکنون عمدتاً یک کلاس درس است.
- ساختمان آموزشی شماره ۲ چهار طبقه است. اکنون سالن دپارتمان دانشکده مهندسی چین-فرانسه است.
- ساختمان آموزشی شماره ۳ دارای چهار طبقه می‌باشد. اکنون سالن دپارتمان دانشکده مهندسی نیرو و نیرو است و به عنوان کلاس درس نیز استفاده می‌شود.
- ساختمان آموزشی شماره ۴ دارای چهار طبقه می‌باشد. در حال حاضر سالن دپارتمان دانشکده علوم و مهندسی مواد است و همچنین به عنوان کلاس درس استفاده می‌شود.
- ساختمان پشتی ساختمان اصلی (Main M Building) یک ساختمان آموزشی چهار طبقه است که در دهه ۱۹۹۰ اضافه شده است. ساختمان اصلی M دارای ۸ سالن سخنرانی است که می‌تواند ۴۰۰ نفر را در خود جای دهد: دانشگاه بی هانگ قبلاً کلاس درس با اندازه مشابه نداشت.

#### ساختمان اصلی جدید
ساختمان آموزشی و پژوهشی (ساختمان اصلی جدید) دانشگاه بیهانگ در جنوب غربی مدرسه قرار دارد که در نیمه دوم سال ۱۳۸۵ تکمیل و مورد بهره‌برداری قرار گرفته است.

### محوطه خوابگاه
سه خوابگاه در پردیس جاده شویوان دانشگاه بیهانگ وجود دارد که عبارتند از: ناحیه جنوبی، ناحیه شمالی واقع در محوطه دانشگاه و دهکده یونیورسیاد در خارج از محوطه دانشگاه. ۲۷ ساختمان خوابگاهی و ۳ ساختمان خدماتی وجود دارد.
- آپارتمان‌های دانش آموزی ناحیه جنوبی در فازهایی از سال ۱۹۹۹ تا ۲۰۰۵ بازسازی شدند. شامل ۱۳ ساختمان خوابگاه، یک ساختمان ترکیبی اول، و یک ساختمان غذاخوری دوم و دو ساختمان خدماتی، در مجموع ۱۵ ساختمان است.
- آپارتمان‌های دانش آموزی ناحیه شمالی از سال ۲۰۱۶ تا ۲۰۱۹ در فازهای بازسازی شده است. شامل ۴ ساختمان خوابگاه، ۱ ساختمان خدماتی، مجموعاً ۵ ساختمان و یک پارکینگ زیرزمینی است.
- یونیورسیاد دهکده[۲] دهکده[۳] برای یونیورسیاد تابستانی است توسط دانشگاه تیانجین پکن ساخته شد و توسط گروه هونگ[۴] ساخته شد، در ۳ آوریل 2001[۵] بسته شد و به‌طور رسمی در ۱۵ اوت ۲۰۰۱ افتتاح.[۶] در ۲۳ ژوئیه ۲۰۰۷ توسط دانشگاه بیهنگ خریداری شد. شامل ۱۰ ساختمان خوابگاهی.

### منطقه فعالیت‌های فرهنگی ورزشی
- سالن بدنسازی دانشگاه هوانوردی و فضانوردی پکن در سال ۲۰۰۱ توسط سه حزب مدرسه و دانشگاه بیهنگ با جمع‌آوری ۱۲۰ میلیون یوان ساخته شد و معمولاً به عنوان سالن بدمینتون، سالن بیلیارد و سالن تنیس روی میز باز است. همچنین محل تمرین تیم‌های بسکتبال و والیبال بیهنگ است. این مکان برای مسابقات وزنه‌برداری در المپیک ۲۰۰۸ پکن بود. یک استخر شنا متصل به ورزشگاه وجود دارد.
- موزه هوافضای پکن در داخل دروازه جنوب شرقی پردیس [نیازمند منبع].
- سالن کنسرت مورنینگ ساید دانشگاه بیهانگ در دروازه جنوب شرقی پردیس جاده شویوان دانشگاه بیهانگ، روبروی جاده ساختمان اصلی جدید مدرسه و در مجاورت موزه هوافضا واقع شده است. این مدرسه با اهدای ۲۰ میلیون یوان از فارغ التحصیلان بی هانگ وانگ زوتونگ و یانگ وینینگ و سرمایه‌گذاری بیش از ۲۰ میلیون یوان از طرف مدرسه ساخته شده است. مساحت ساخت و ساز بیش از ۵۰۰۰ متر مربع با مجموع ۸۷۸ صندلی تالار (شامل ۶۵۲ صندلی در طبقه اول و ۲۲۶ صندلی در طبقه دوم) ۳۰ متر عرض، ۸ متر ارتفاع و ۱۴ متر عمق دارد در اکتبر ۲۰۰۹ آغاز شد و در ژانویه ۲۰۱۲ تکمیل شد. تکمیل شد.

### منطقه خانواده
منطقه خانوادگی در ضلع غربی پردیس واقع شده است و حدود یک سوم از محوطه دانشگاه را اشغال می‌کند. برخی از رهبران قدیمی، کارشناسان و دانشگاهیان در منطقه خانواده زندگی می‌کنند.

### اموال مدرسه
در حال حاضر چهار ساختمان اداری تجاری در اطراف پردیس بیهانگ متعلق به بیهانگ، یعنی ساختمان بایان و ساختمان درخشان در ضلع جنوب غربی پل Xueyuan در جاده حلقه چهارم شمالی در گوشه شمال شرقی، و ساختمان ویشی و ساختمان ژیژن در سمت شمال غربی پل Xuezhi در گوشه جنوب شرقی ساختمان.

## آلبوم

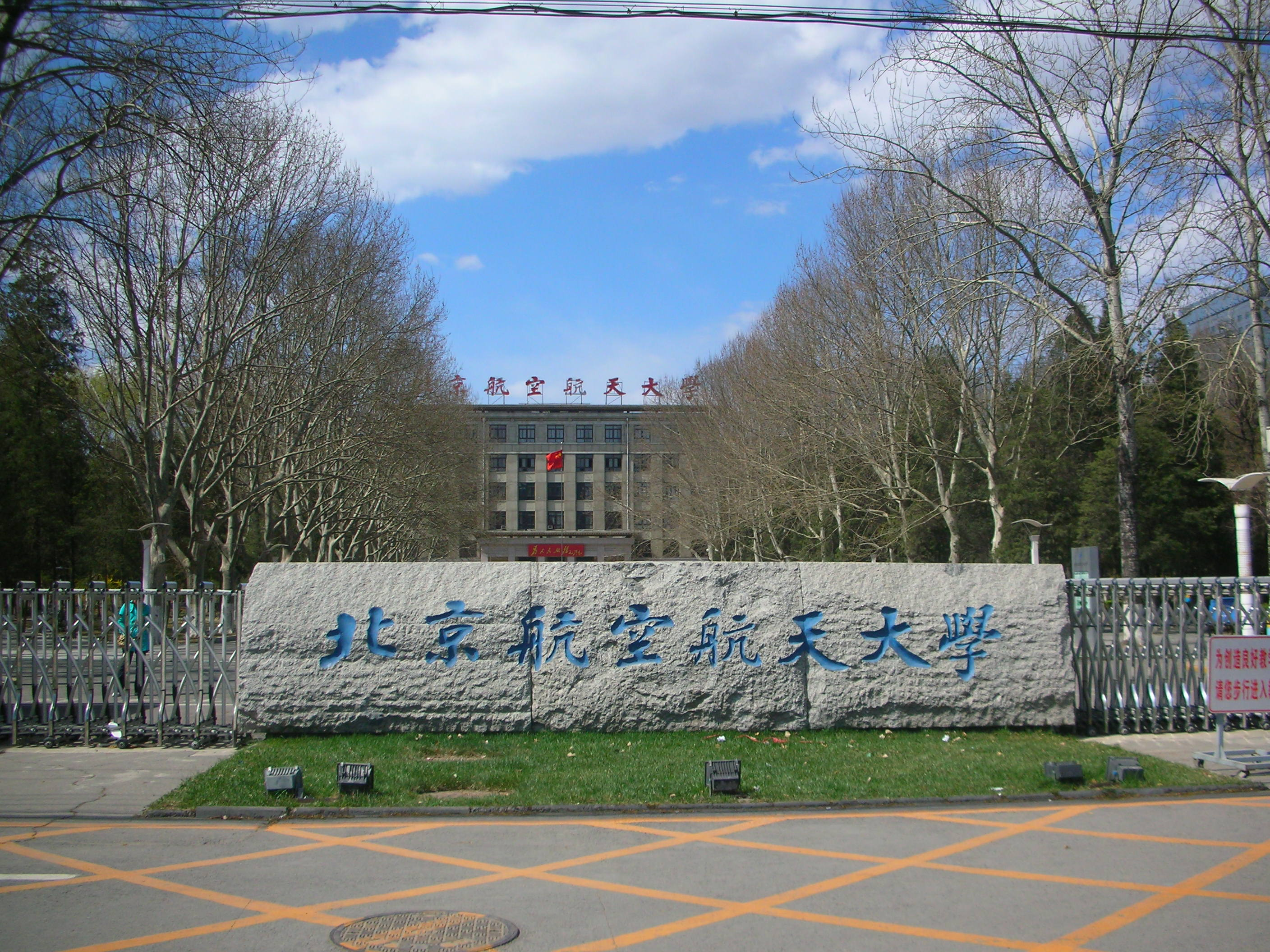
دروازه شرقی
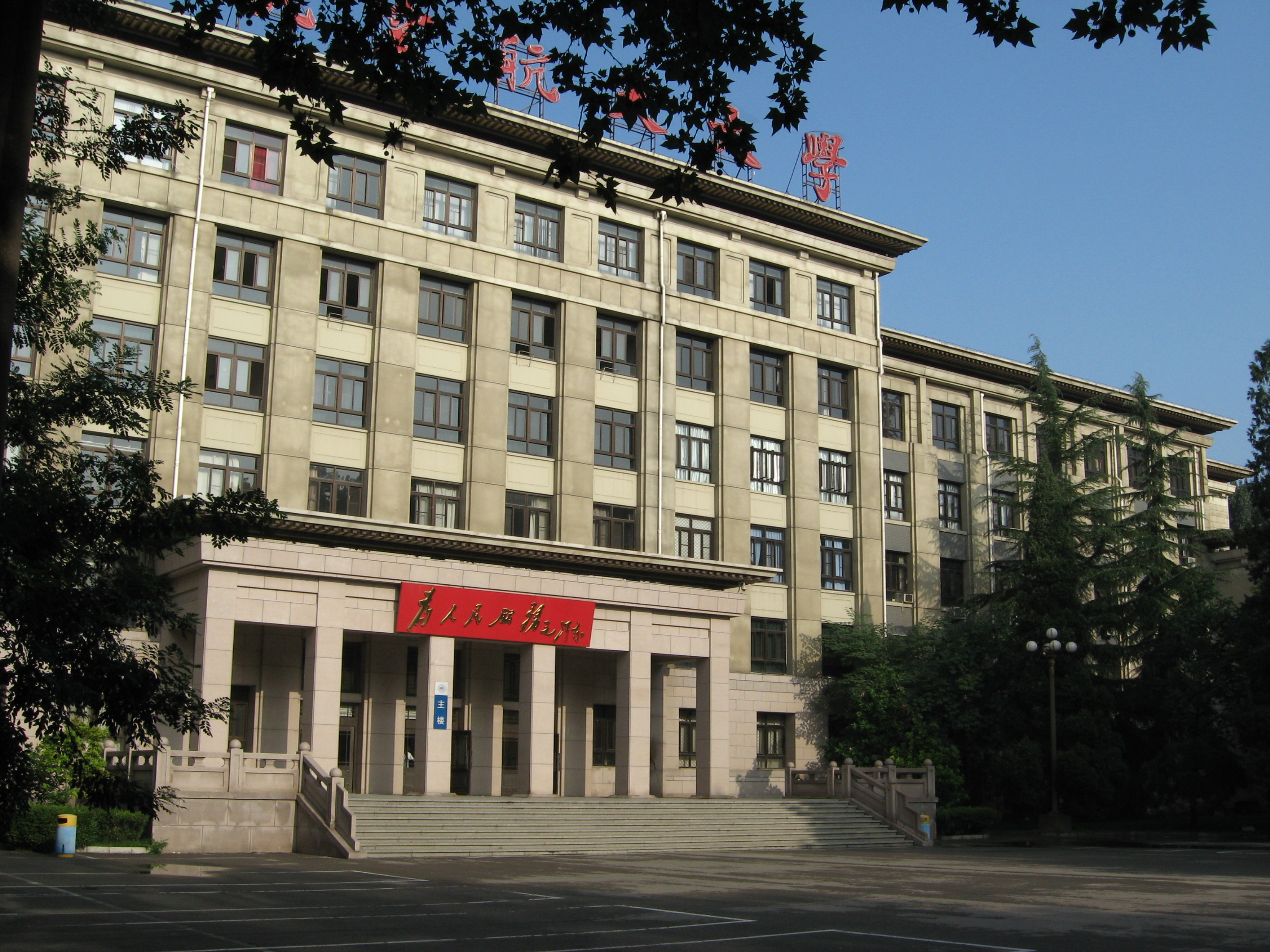
ساختمان اصلی
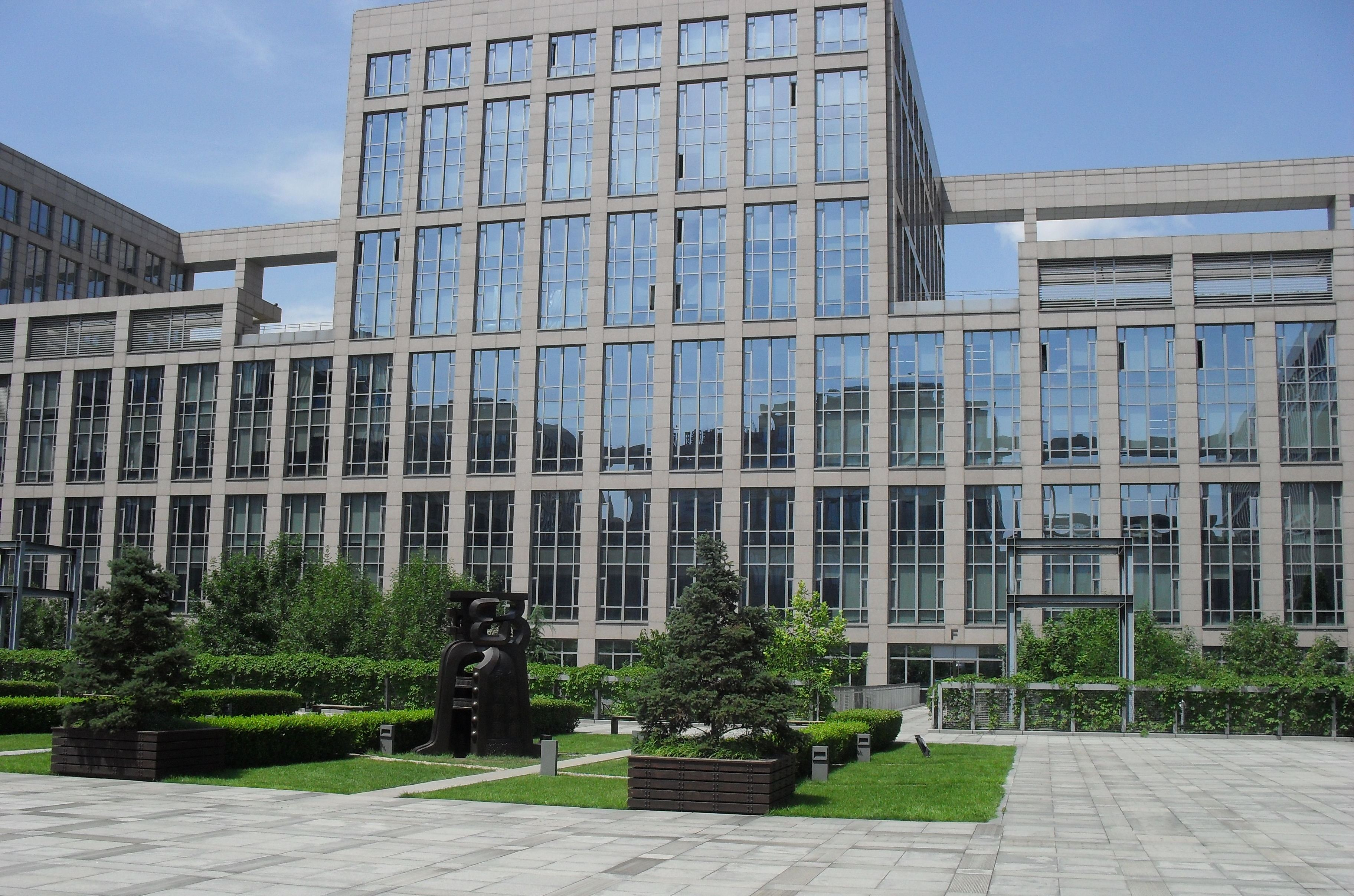
د)
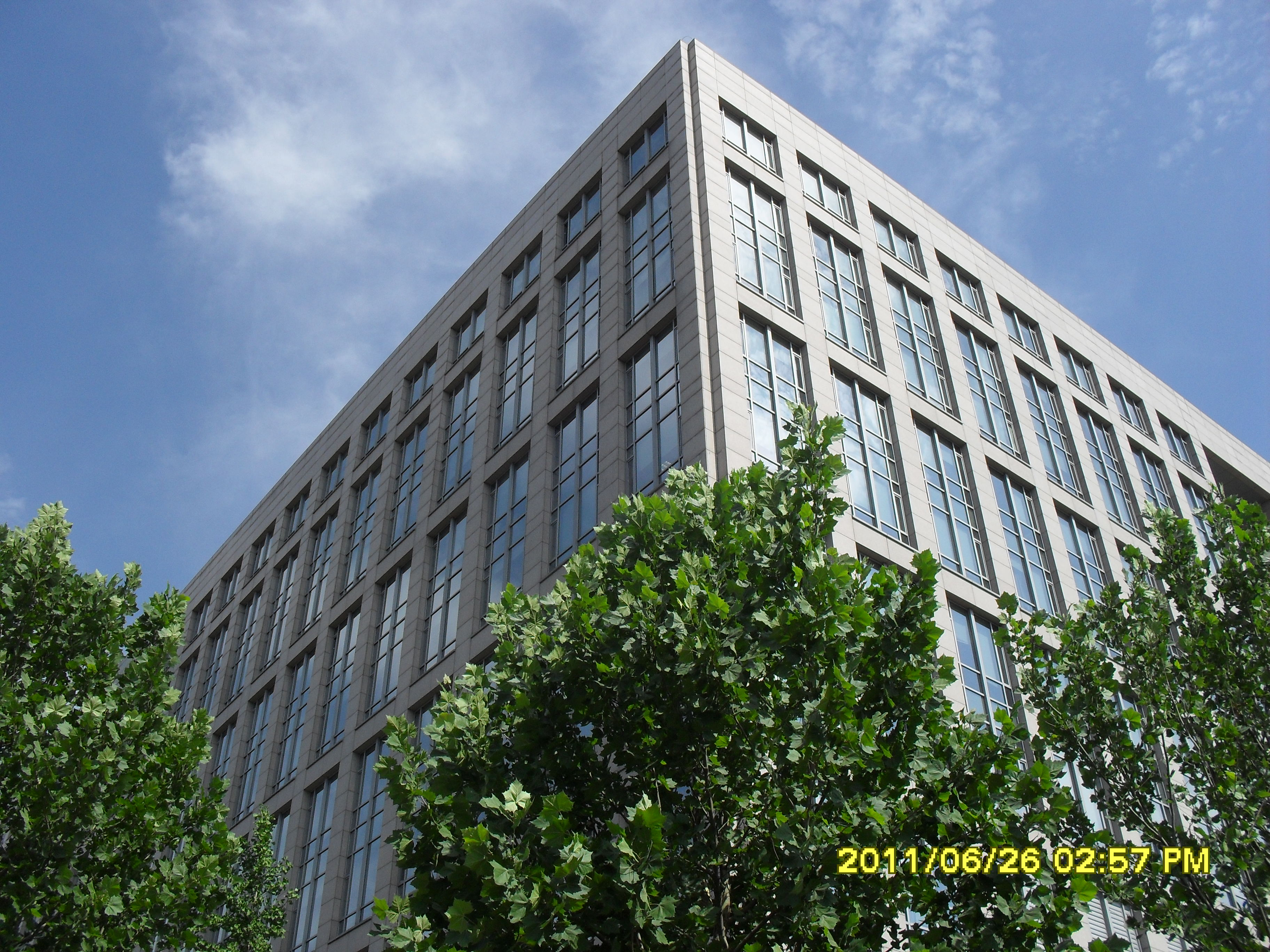
گوشه ای از ساختمان اصلی جدید
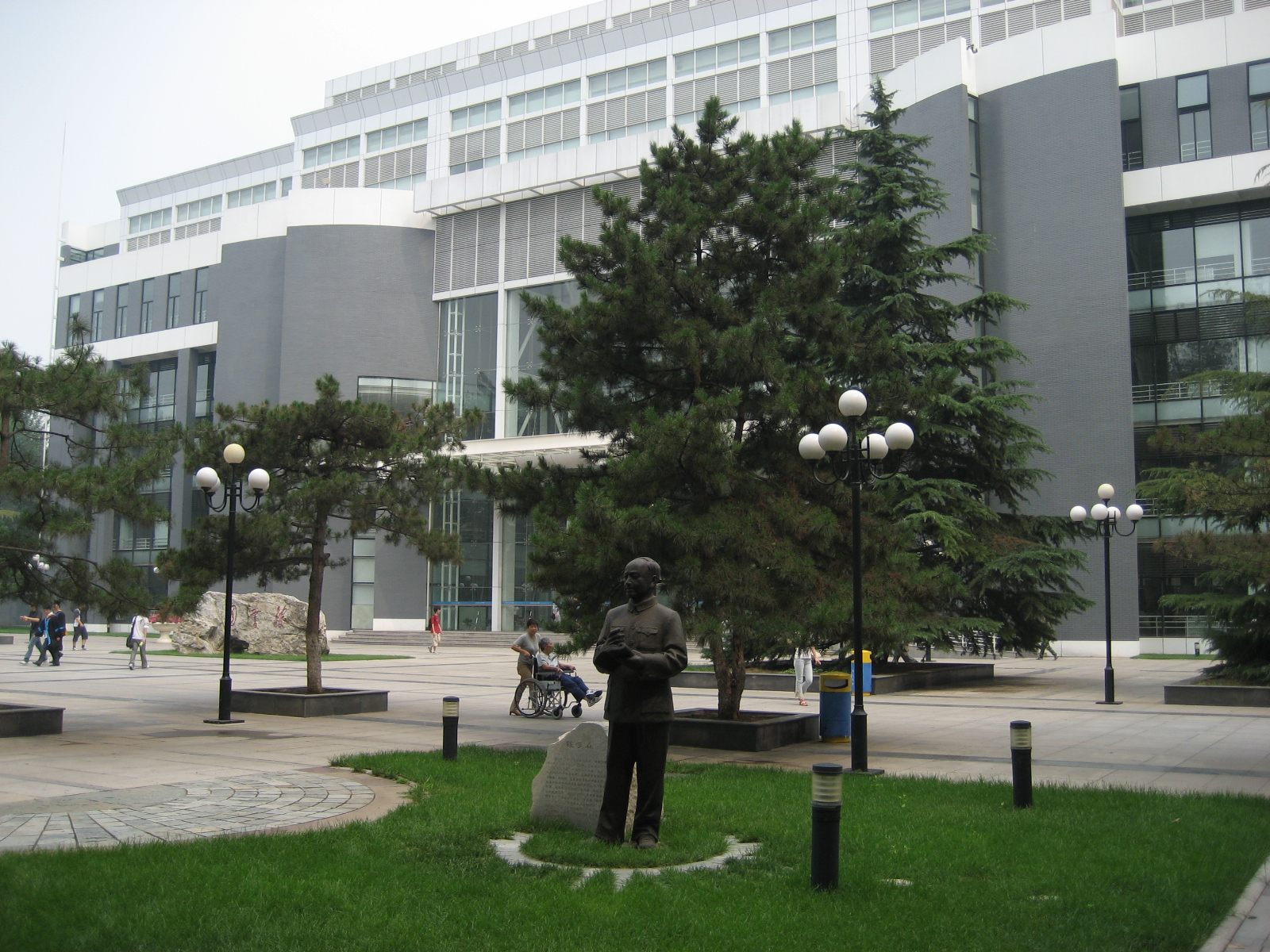
کتابخانه (قابل مشاهده مانند Qian Xuesen)
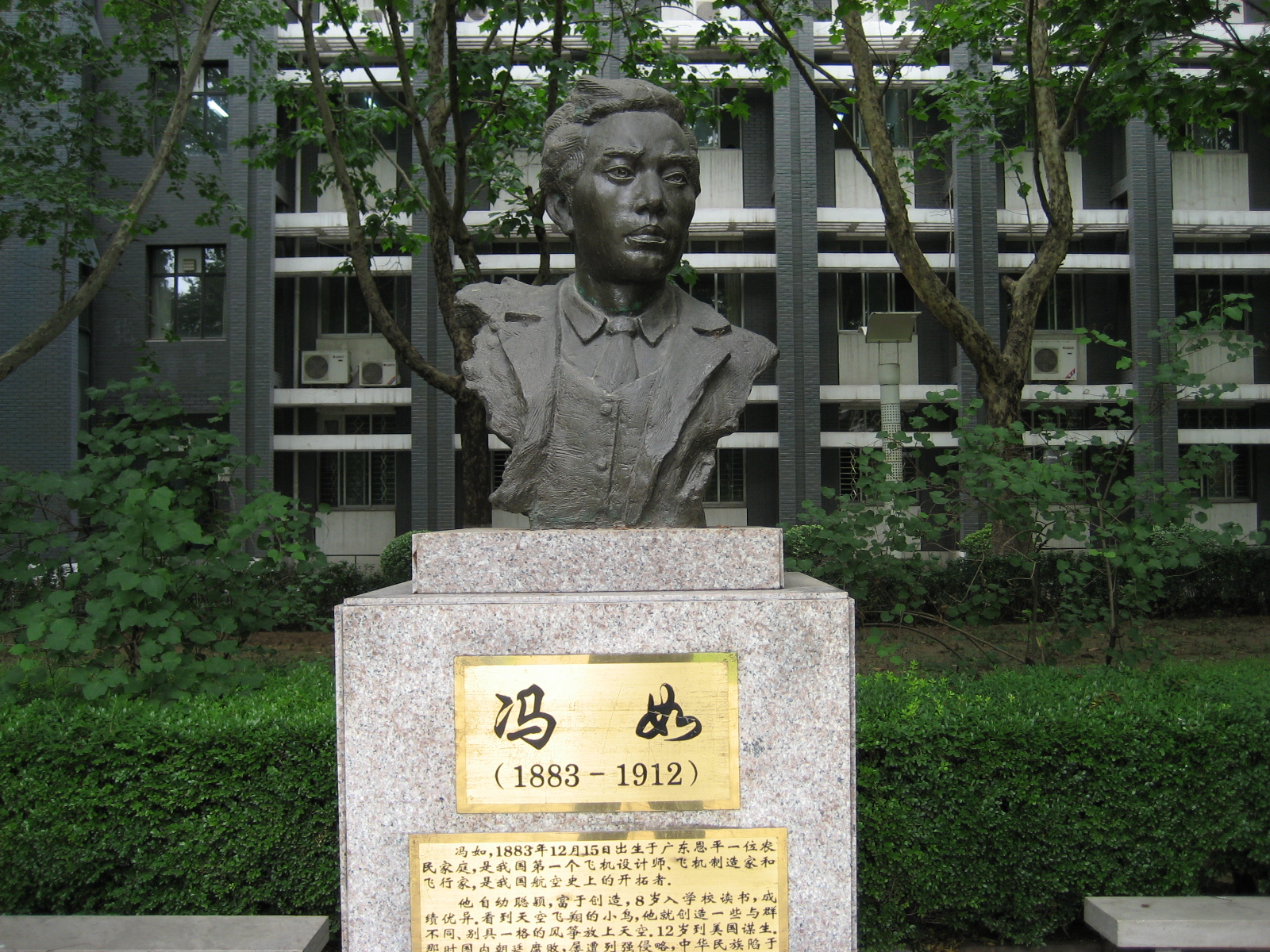
فنگ روکسیانگ
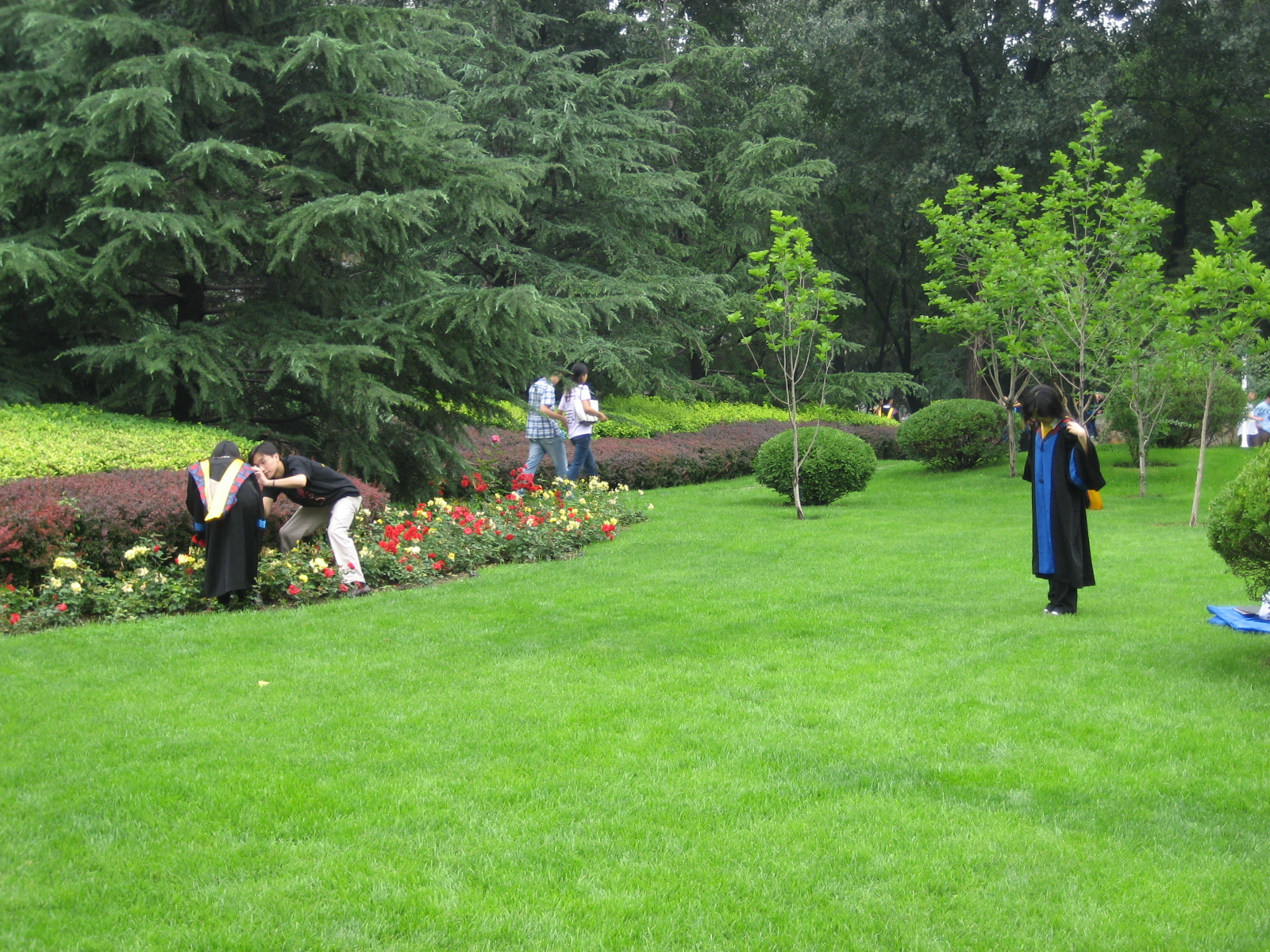
باغ سبز
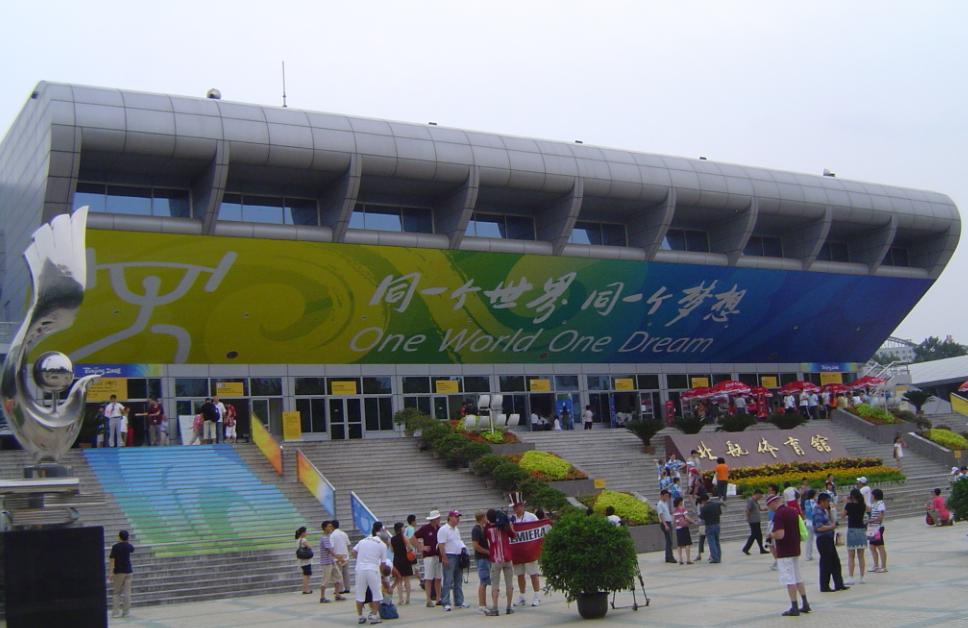
استادیوم بی هانگ (در طول بازی‌های المپیک ۲۰۰۸)
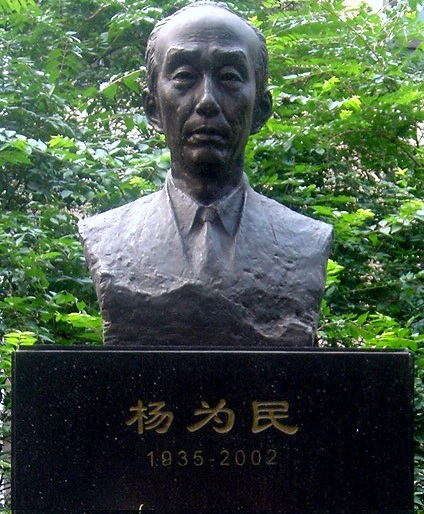
سردیس پروفسور یانگ ویمین